# Guy Richardson
Guy Colquhoun Richardson (ur. 8 września 1921 w Guildford, zm. 27 października 1965 w Hillingdon) – brytyjski wioślarz, srebrny medalista olimpijski.
Kształcił się w Winchester College i Magdalene College University of Cambridge. Dwukrotnie startował w The Boat Race, w latach 1947 i 1948 odnosił zwycięstwa. Osada Cambridge z 1948 była pierwszą w historii, która wygrała Boat Race w czasie poniżej 18 minut. Rekord ten został pobity w 1974.
Wystąpił na igrzyskach olimpijskich w Londynie w 1948 roku, gdzie Brytyjczycy w składzie: Chris Barton, Michael Lapage, Guy Richardson, Paul Bircher, Paul Massey, Brian Lloyd, David Meyrick, Alfred Mellows i Jack Dearlove (sternik) wywalczyli srebrny medal w ósemkach. W finale o 10,2 sekundy przegrali z osadą Stanów Zjednoczonych, a o 3,4 sekundy wyprzedzili Norwegów. Był to jego jedyny start olimpijski.
Zginął w 1965 roku, kiedy samolot Vickers Vanguard linii British European Airways rozbił się na pasie startowym lotniska Heathrow.
Jego ojciec, Alexander Richardson, reprezentował Wielką Brytanię w bobslejach.